# Segmentação (biologia)
Em embriologia, segmentação é um processo pelo qual passa o corpo de um animal durante o seu desenvolvimento. 
A segmentação inicia-se quando o zigoto (ou ovo, o óvulo fecundado), que é uma única célula começa a se dividir em várias células, para formar o embrião. Estas células-filhas são, de início, iguais, mas em pouco tempo elas começam a diferenciar-se, para formar os vários tecidos e órgãos do novo indivíduo.
Em morfologia, o termo se refere à divisão do corpo de alguns animais em partes semelhantes, como no caso dos anelídeos (minhocas), que têm o corpo visivelmente dividido em segmentos, ou em partes distintas, como no caso dos artrópodes - ver Metameria (zoologia). Alguns autores discordam que se deva chamar segmentação à divisão do corpo dos artrópodes (como os insetos e os crustáceos), que têm o corpo dividido em duas ou três partes - por exemplo, cabeça, tórax e abdómen - que se denominam tagmata. Cada uma destas partes é geralmente formada por vários segmentos, embora nem sempre sejam facilmente distinguíveis.

## Tipos de segmentação
- Holoblástica (ou total) igual: a célula-ovo divide-se, formando blastômeros de tamanhos semelhantes.

- Holoblástica desigual: durante a segmentação, o pólo animal divide-se mais rapidamente, originando blastômeros menores, os micrômeros; por outro lado, no polo vegetativo, os blastômeros ficam maiores, e formam os macrômeros.

- Meroblástica discoidal: nem todo zigoto sofre a divisão.

- Aeropástica: apenas a superfície do zigoto sofre divisão.